# Enzo Roldán
Enzo Martín Roldán (Villa Mercedes, 8 dicembre 2000) è un calciatore argentino, centrocampista del Platense in prestito dall'Unión (SF).

## Caratteristiche tecniche
È un esterno destro.

## Carriera
Cresciuto nel settore giovanile del Boca Juniors, nel 2021 viene ceduto in prestito all'Unión (SF) con cui debutta fra i professionisti il 31 luglio in occasione dell'incontro di Primera División pareggiato 1-1 contro il Lanús.

## Statistiche

### Presenze e reti nei club
Statistiche aggiornate al 13 luglio 2025.
| Stagione          | Squadra           | Campionato        | Campionato | Campionato | Coppe nazionali | Coppe nazionali | Coppe nazionali | Coppe continentali | Coppe continentali | Coppe continentali | Altre coppe | Altre coppe | Altre coppe | Totale | Totale |
| Stagione          | Squadra           | Comp              | Pres       | Reti       | Comp            | Pres            | Reti            | Comp               | Pres               | Reti               | Comp        | Pres        | Reti        | Pres   | Reti   |
| ----------------- | ----------------- | ----------------- | ---------- | ---------- | --------------- | --------------- | --------------- | ------------------ | ------------------ | ------------------ | ----------- | ----------- | ----------- | ------ | ------ |
| 2019-2020         | Boca Juniors      | PD                | -          | -          | CA+CM           | 0               | 0               | CL                 | 0                  | 0                  | -           | -           | -           | 0      | 0      |
| 2021              | Unión (SF)        | PD                | 20         | 0          | CA+CdL          | 0               | 0               | -                  | -                  | -                  | -           | -           | -           | 20     | 0      |
| 2022              | Unión (SF)        | PD                | 18         | 0          | CA+CdL          | 2+11            | 0+1             | CS                 | 8                  | 1                  | -           | -           | -           | 39     | 2      |
| 2023              | Unión (SF)        | PD                | 24         | 1          | CA+CdL          | 1+7             | 0               | -                  | -                  | -                  | -           | -           | -           | 32     | 1      |
| 2024              | Unión (SF)        | PD                | 22         | 0          | CA+CdL          | 1+5             | 0               | -                  | -                  | -                  | -           | -           | -           | 28     | 0      |
| Totale Unión (SF) | Totale Unión (SF) | Totale Unión (SF) | 84         | 1          |                 | 27              | 1               |                    | 8                  | 1                  |             | -           | -           | 119    | 3      |
| 2025              | Platense          | PD                | 5          | 0          | CA              | 2               | 0               | -                  | -                  | -                  | -           | -           | -           | 7      | 0      |
| Totale carriera   | Totale carriera   | Totale carriera   | 89         | 1          |                 | 29              | 1               |                    | 8                  | 1                  |             | -           | -           | 126    | 3      |

## Palmarès

### Club

#### Competizioni nazionali
- Copa de la Liga Profesional: 1

Boca Juniors: 2020
- Campionato argentino: 1

Platense: 2025 (Apertura)